# Claudio Zulian
Claudio Zulian (Campodarsego) és director de cinema, videoartista, músic i escriptor italià. Doctorat en Estètica, Ciència i Tecnologia de les Arts per la Universitat París Saint-Denis, dirigeix la productora Acteon i treballa entre Espanya i França.

## Obra
La carrera de Claudio Zulian es desenvolupa principalment en els camps del cinema, les videoinstal·lacions i el teatre. L'any 1993 crea Acteon, la productora amb seu a Barcelona amb què durà a terme els seus projectes. El 1998 munta al Centre de Cultura Contemporània de Barcelona l'exposició Escenes del Raval (1998), on busca donar visibilitat als espais i a la gent d'aquest barri barceloní. Paral·lelament, dirigeix un documental sobre el mateix tema que forma part de la instal·lació.
L'any 2002 publica el llibre de relats Horas de la ciudad (2002), un conjunt de 24 històries al voltant del teixit urbà i dels seus habitants. La seva voluntat de mostrar noves formes de relació entre la societat i els mitjans audiovisuals continua amb treballs posteriors com la instal·lació fotogràfica Visions del Carmel (2003) o la videoinstal·lació L'avenir (2004) – de la qual fa una versió documental premiada arreu del món - on reflexiona sobre la vida i les il·lusions d'un desindustrialitzat poble miner de França. Amb A través del Carmel (2006), plantejat com a documental però també com a videoinstal·lació, guanya el Premi Ciutat de Barcelona i el Premi Nacional de Cinema de Catalunya. L'interès de Zulian pels exclosos de la imatge audiovisual es torna a fer palès amb el retrat d'un col·lectiu romanès a A lo mejor (2007), amb el retorn al barri d'El Carmel i als seus adolescents a Després de la violència (2009) i a No será lo mismo (2010), o amb l'evocació d'un futur millor a Entusiasme (2012), realitzada en col·laboració amb col·lectius de veïns i immigrants del poble de Salt (Girona).
L'any 2011 Zulian és seleccionat per l'AlJazeera International Documentary Film Festival i nominat al millor documental sobre art al PriMED pel seu treball Fortuny i la llàntia meravellosa (2010), on explora les relacions entre Orient i Occident a partir de l'obra del dissenyador i escenògraf Marià Fortuny i Madrazo.
L'any 2013 el Jeu de Paume de París dedica un cicle retrospectiu a la seva obra i presenta un nou treball: Power no power(2013).
L'any 2014 estrena Born, una pel·lícula de ficció ambientada a principis del segle xviii en la que, a través de les històries de tres personatges que van existir realment, explora el començament de les relacions íntimes i socials que encara són les nostres.

## Filmografia i videoinstal·lacions
- 1998. Escenes del Raval
- 2002. Mirades estranyes
- 2004. Beatriz / Barcelona
- 2004. L'Avenir
- 2006. A través del Carmel
- 2007. A lo mejor
- 2009. Després de la violència
- 2010. Fortuny i la llàntia meravellosa
- 2010. No será lo mismo
- 2011. 2031/2111
- 2012. Entusiasme
- 2013. Power No Power
- 2014. Born